# Эспаньольская слоновая черепаха
Эспаньольская слоновая черепаха (лат. Chelonoidis niger hoodensis) — подвид слоновой черепахи, живущий на острове Эспаньола. Относится к комплексу видов Chelonoidis niger и рассматривается некоторыми авторами как самостоятельный вид.

## Описание

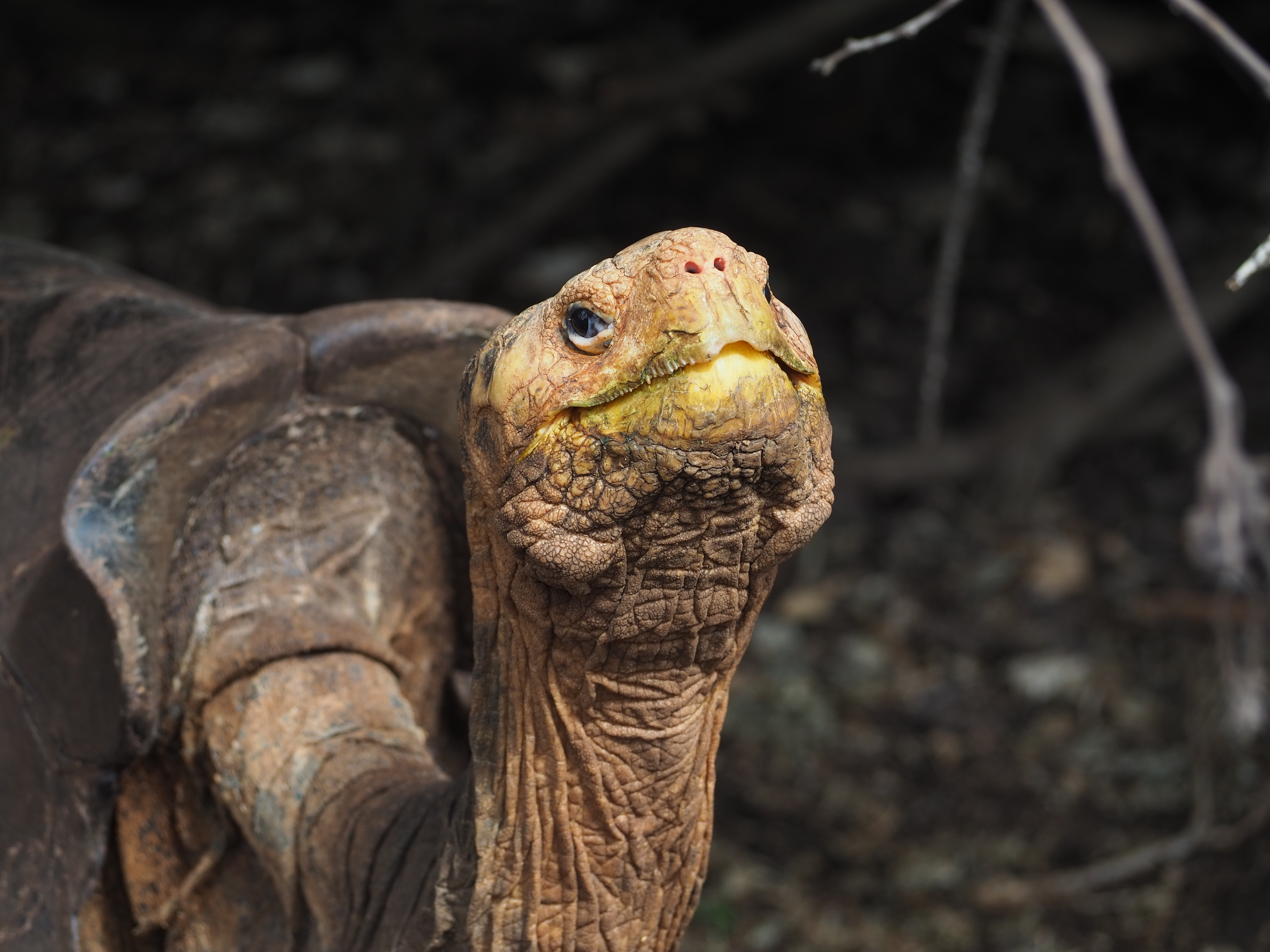
Самец эспаньольской слоновой черепахи по кличке Диего

Гигантская эспаньольская слоновая черепаха может весить более ста килограммов и жить до 150 лет. Громадный панцирь ее достигает 75 см длины и 60 см высоты. Толстые и мощные столбообразные ноги поддерживают тяжеловесное туловище. Вес взрослых экземпляров составляет около 100 кг, а отдельные гиганты весят до 400 кг. Карапакс довольно круто опускается сзади, а спереди почти не загибается книзу, оставляя широкое отверстие для передних ног и длинной сравнительно тонкой шеи. Самцы заметно крупнее самок и отличаются большей длиной хвоста. У самцов он больше размером и обладает более четким рисунком, чем у самок. Полосы, образующие многоугольники, подобны кольцам на пне дерева, свидетельствуют о возрасте. Правда, при обильной пище и дождях полос может быть больше, и тогда исследователю приходится опираться на размеры самой черепахи для того, чтобы точнее определить ее возраст. Это один из самых мелких подвидов. Их черный седловидный панцирь имеет глубокие шейные отступы, передний край слабо перевернутый, задние краевые щитки завернуты книзу и слегка зубчатые. Панцирь узкий спереди и широкий сзади.

## Распространение
В наши дни эти удивительные создания сохранились только на Галапагосских островах в Тихом океане (Эквадор). О.Эспаньола (о. Худ), Галапагосские о-ва. Населяет скалы, заросшие кустарником и лесом на высоте.

## Питание
Сочные кактусы, листья различных деревьев, кислые и терпкие ягоды гуаявита, а также зеленоватый волокнистый лишайник, пряди которого свисают с ветвей деревьев. Особенно же любят они помидоры. Черепахи очень любят воду, пьют ее понемногу и охотно, лежа в иле. Она рвет траву и водоросли острыми краями ороговевшей челюсти. И хотя черепаха всякий раз с жадностью поглощает растительность, она совершенно спокойно может провести несколько недель без пищи.

## Размножение

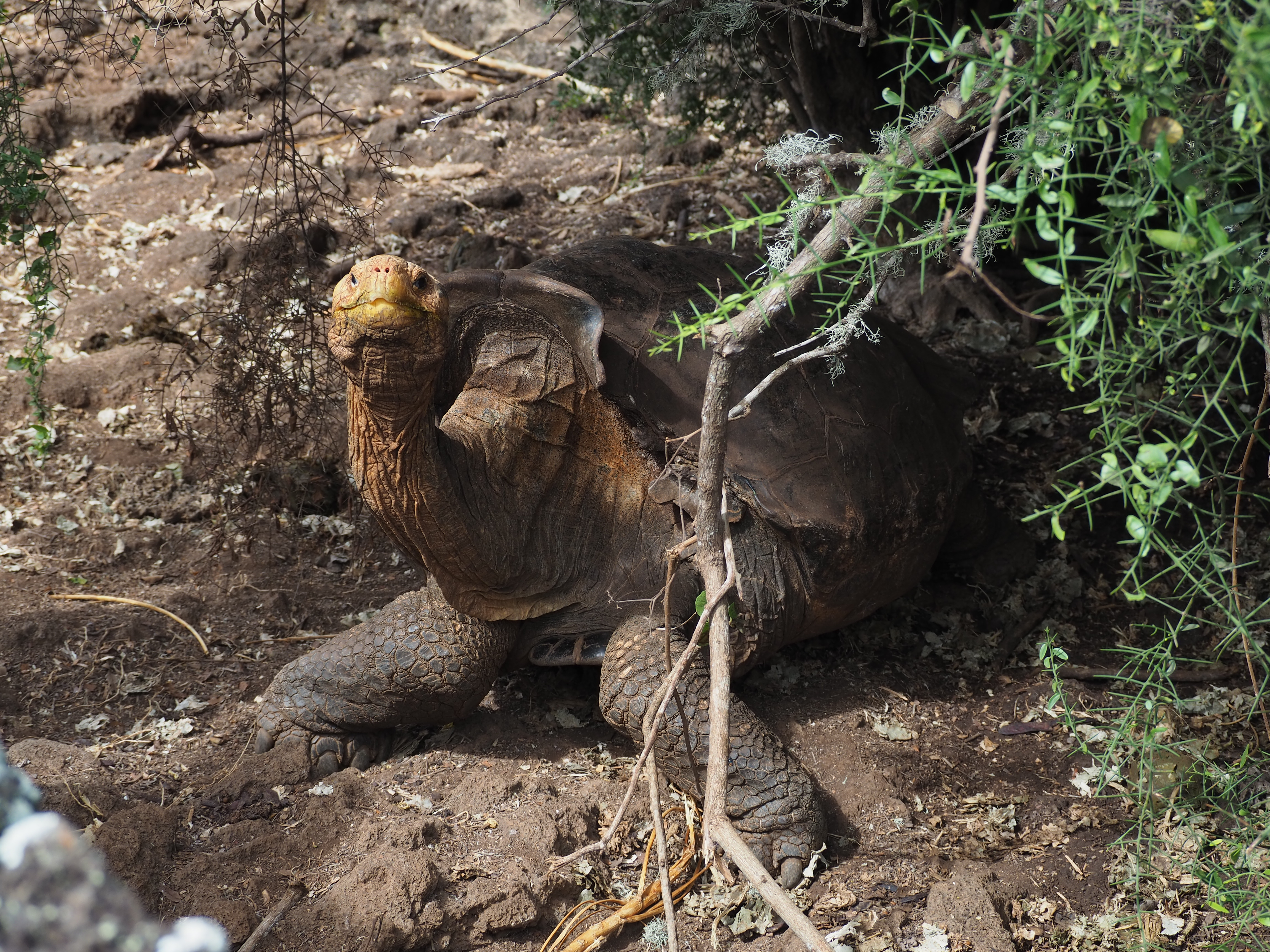
Диего в 2019 году

Природа предусмотрела особую выемку на нижней части панциря самца, с помощью которой он может забраться на панцирь самки и закрепиться. Часто она выбирает одно и то же место каждый год, достаточно теплое для инкубации яиц. Ей надо вырыть довольно глубокую — в полметра — ямку. Порой черепахи роют несколько гнезд, прежде чем решаются нести в них яйца. Черепаха опирается на передние лапы, перенеся на них всю тяжесть собственного тела, а задними начинает рыть. Вначале скребет и разрыхляет землю ногтями, а подошвой своей огромной лапы пытается выбрасывать землю наружу. От нее требуется большая ловкость, но еще больше терпения. Рано утром она забывает обо всем: ей пора нести яйца. Каждый год черепаха несет двадцать яиц. По размерам они схожи с куриными. Потихоньку падают они в гнездо. Обволакивающая их жидкость дает им возможность соскользнуть вниз и не разбиться. С величайшей осторожностью «слоновая» нога черепахи присыпает яйца. Они пролежат в гнездах с июня по декабрь. Когда придет время, молодые черепашата, повинуясь инстинкту, пророют землю. Они сразу вступают в самостоятельную жизнь. Период яйцекладки у слоновых черепах длится с ноября по апрель. Самки совершают дальние миграции в прибрежные районы в поисках подходящих мест для откладки яиц. Выкопав задними ногами кувшинообразную яму глубиной около 40 см, черепаха откладывает туда от 2 до 22 белых, почти шаровидных яиц. Каждое из них имеет диаметр 5—6 см и весит около 110 г. Примерно через 6—7 месяцев из яиц выходят молодые особи весом до 70 г. Оптимальная температура инкубации 26 С.

## Содержание в неволе

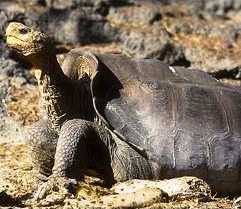

В неволе черепахи содержатся в Зоопарках мира, преимущественно в южных местностях (Гавайи, юг США), где живут в уличных вольерах с травой, бассейнами и песком. Питаются растительным кормом с добавлением животного белка.
Черепахи любят погреться на солнце, но не в самую жару. Диапазон UVI для них 2.6—3.5 средний, 4.5—9.5 максимальный (4-я зона Фергюссона). Световой день летом — 12 часов, зимой — 12 часов. Температура воздуха дневная 28—32 С с температурой под лампой (в точке прогрева) 35—45 С, а ночная — 24—28 С. Зимой — 26—30 С.